# Myriam Rapior

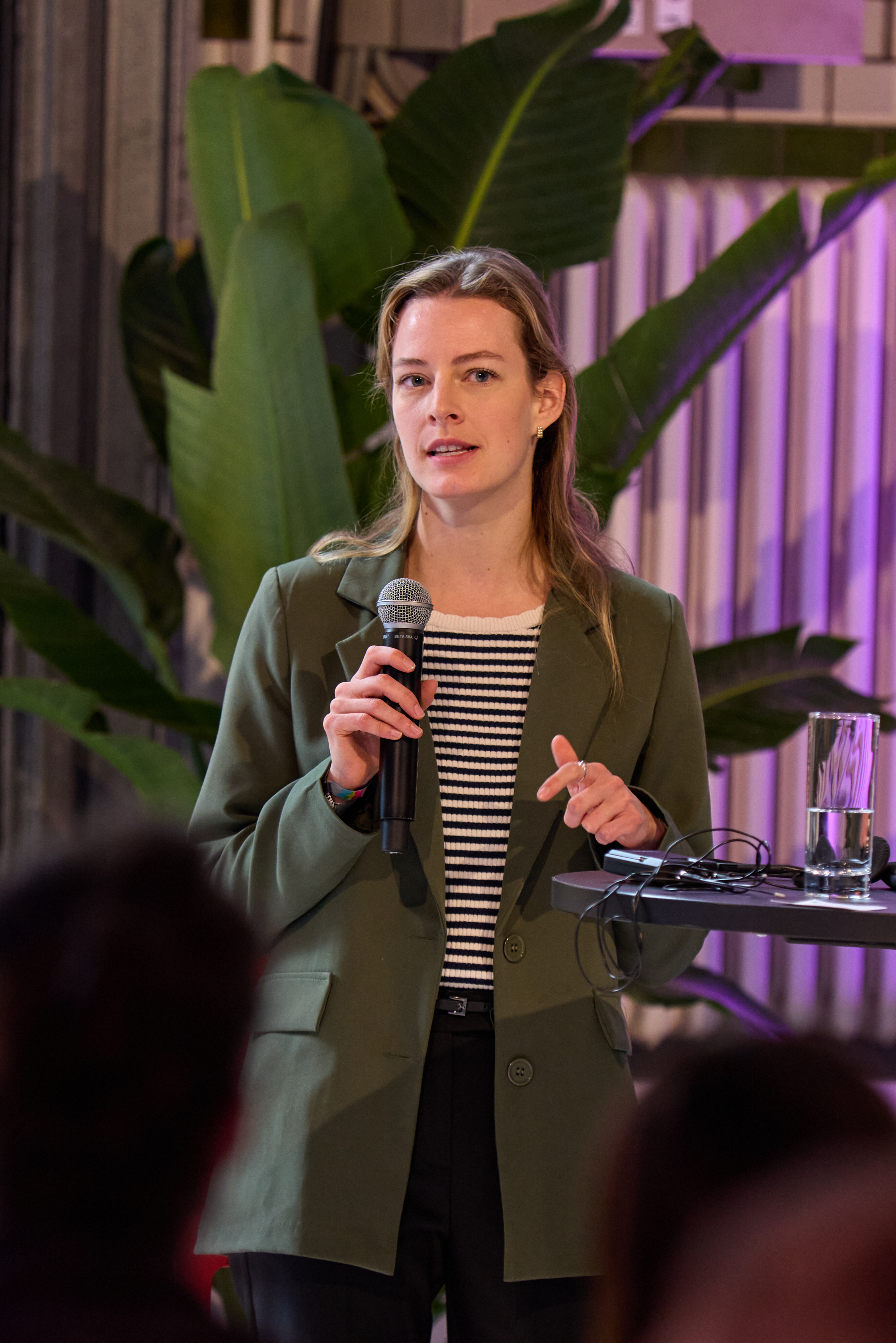
Myriam Rapior, 2025

Myriam Rapior (* 8. August 1996 in Bonn) ist eine deutsche Betriebswirtschaftlerin und Naturschützerin. Sie ist stellvertretende Bundesvorsitzende des Bundes für Umwelt und Naturschutz Deutschland (BUND) e. V. und Mitglied im Rat für Nachhaltige Entwicklung der Bundesregierung. Für ihre Arbeit in der Zukunftskommission Landwirtschaft erhielt sie 2022 den Ehrenpreis des Deutschen Umweltpreises.

## Ausbildung
Myriam Rapior studierte von 2014 bis 2017 an der Universität Mannheim Betriebswirtschaftslehre mit den Schwerpunkten Corporate Social Responsibility und Nonprofit Management, 2016 absolvierte sie ein Auslandssemester an der Durham University Business School. Sie schloss ein Masterstudium an der European School of Management and Technology (ESMT) in Berlin mit Schwerpunkt Business Analytics an, das sie nach einem Studienaufenthalt 2020 am Imperial College London 2020 mit Auszeichnung beendete.

## Berufliche Karriere
Von 2020 bis 2022 arbeitete sie als wissenschaftliche Mitarbeiterin am Lehrstuhl für Strategisches Management der Universität Hamburg. Von 2022 bis 2024 wirkte sie als Biodiversitätsmanagerin der Universität. Seit 2020 promoviert Rapior an der Universität Hamburg bei Alexander Bassen. Forschungsschwerpunkte sind nachhaltiges Supply-Chain-Management, Due-Diligence-Prüfung und Stakeholder-Engagement (Stand Nov. 2022).

## Ehrenamtliche Tätigkeit
Myriam Rapior war von 2019 bis Anfang 2022 Mitglied des Vorstands der BUNDjugend und Jugendvertreterin im Vorstand des Bundes für Umwelt und Naturschutz Deutschland (BUND), davor bereits im Landesvorstand der BUNDjugend Berlin, wo sie den Arbeitskreis „Landwirtschaft und Ressourcen“ 2017 mitbegründete.

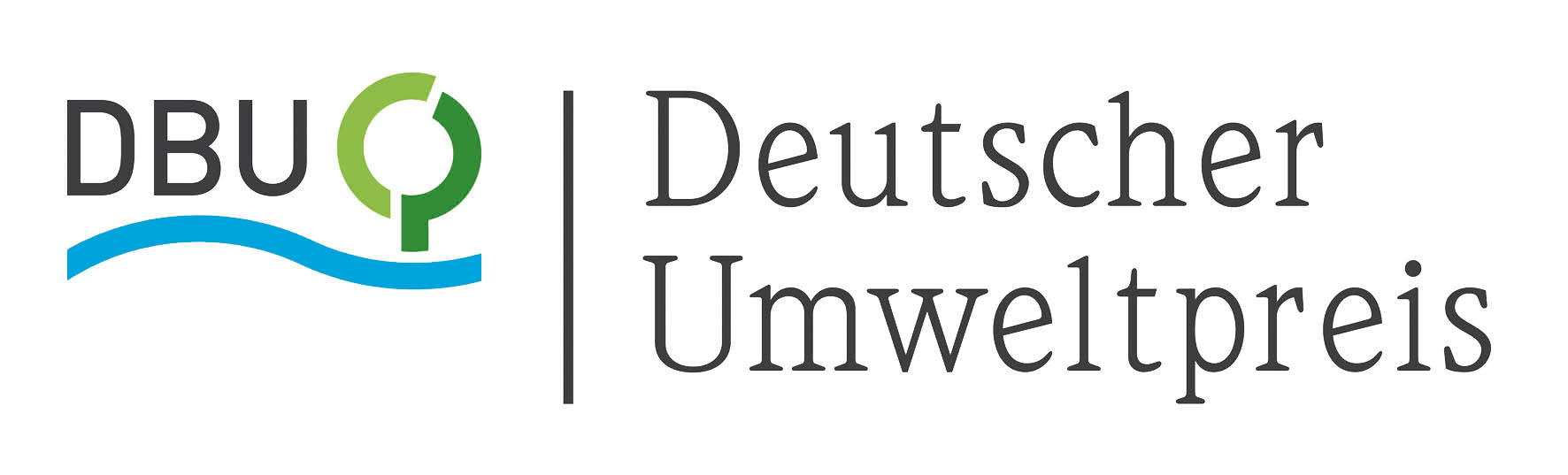
Umweltpreis der Deutschen Bundesstiftung Umwelt (dbu)

Im Juli 2020 wurde sie als jüngstes Mitglied in die neugegründete Zukunftskommission Landwirtschaft (ZKL) mit Vertretern aus Wirtschaft, Landwirtschaft, Tier-, Natur- und Umweltschutz sowie Verbrauchern berufen.
Nach jahrelangen Konflikten zwischen Landwirtschaft und Umweltschutz kam es in diesem Gremium zu einer unerwartet fruchtbaren Kooperation mit der Vertreterin der deutschen Landjugend Kathrin Muus. Die beiden Jugendvertreterinnen zeigten, dass gemeinsame Anstrengungen für eine soziale, ökologische und zugleich wirtschaftlich tragfähige Landwirtschaft in Deutschland möglich ist und erfolgreich sein kann (so in der Laudatio für den Deutschen Umweltpreis). Der ZKL-Abschlussbericht 2021 mit Empfehlungen für eine nachhaltigere Landwirtschaft auf zugleich ökonomisch tragfähigem Fundament trage wesentlich auch ihre Handschrift. Eine erhöhte Aufgeschlossenheit für vermeintlich gegensätzliche Positionen zwischen Vertretern der Landwirtschaft und Umweltverbänden sei ebenfalls ein Verdienst der beiden Frauen. Das Engagement von Myriam Rapior und Kathrin Muus wurde 2021 auch von Bundeskanzlerin Angela Merkel gewürdigt, die beide mit ihren jeweiligen Vorstandskollegen zu einem Gespräch einlud und zu weiterer gemeinsamer Arbeit ermutigte.
Im November 2022 wurde Myriam Rapior zur stellvertretenden Vorsitzenden des BUND gewählt. Im Januar 2023 wurde sie in den Rat für Nachhaltige Entwicklung der Bundesregierung berufen.

## Ehrungen
- 2024: Top of the Table – Die 100 entscheidenden Köpfe der Agrifood-Szene (Kategorie Beratung)
- 2023: Capital Top 40 unter 40[12]
- 2022: Ehrenpreis des Deutschen Umweltpreises vergeben von der Deutschen Bundesstiftung Umwelt (dbu) dotiert mit 20.000 € gemeinsam mit Kathrin Muus aus dem Bundesvorstand der Landjugend, aus den Händen von Bundespräsident Frank-Walter Steinmeier in Magdeburg[9]
- 2022: Professor-Niklas-Medaille des Bundesministeriums für Ernährung und Landwirtschaft gemeinsam mit Kathrin Muus, dem ZKL-Vorsitzenden Peter Strohschneider und für seine Waldschutzarbeit Georg-Sebastian Sperber[13]
- 2021: BUND-Ehrennadel für ihr Engagement in der ZKL[14]